# 영국 공화주의 운동
영국 공화주의 운동은 영국 안에서 영국의 군주제의 폐지를 지향하는 정치적 움직임이다.

## 같이 보기
- 올리버 크롬웰